# Ivan Saraiva de Souza
Ivan Saraiva de Souza (*Campinas, Estado de São Paulo, Brasil, 18 de enero de 1982), futbolista brasileño. Juega de defensa y su actual equipo es el Mersin Idman Yurdu de la Superliga de Turquía.

## Clubes
| Club                | País    | Año       |
| ------------------- | ------- | --------- |
| Atlético Paranaense | Brasil  | 2000-2004 |
| Shajtar Donetsk     | Ucrania | 2005      |
| Atlético Paranaense | Brasil  | 2005-2007 |
| Fluminense FC       | Brasil  | 2007      |
| Gaziantepspor       | Turquía | 2008-2012 |
| Mersin Idman Yurdu  | Turquía | 2012-     |

## Palmarés

### Campeonatos nacionales
| Título                | Club                | País   | Año  |
| --------------------- | ------------------- | ------ | ---- |
| Serie A               | Atlético Paranaense | Brasil | 2001 |
| Campeonato Paranaense | Atlético Paranaense | Brasil | 2002 |
| Copa de Brasil        | Fluminense FC       | Brasil | 2007 |